# 中埜酒造
中埜酒造株式会社（なかのしゅぞう、英: Nakano Sake Brewery Co.,Ltd.）は、愛知県半田市に本社を置く酒造会社である。

## 概要
清酒「國盛」（くにざかり）などで知られる。清酒のほか、焼酎や梅酒、リキュール、甘酒も製造販売している。
かつてはミツカングループに属していたが、現在は若干の一部交流や人事業務について協力しているのみである。
しかし、近年粉末事業部が多くのミツカン製品を受託製造しており、再び緊密な関係になりつつある。
また、かつての酒蔵を利用した企業博物館「國盛酒の文化館」の運営も行っている。

## 沿革
- 1844年（弘化元年）- 尾張知多郡半田村にて創業。
- 1909年（明治42年）- 丸中酒造合資会社を設立。
- 1965年（昭和40年）- 株式会社に組織変更。丸中酒造株式会社となる。
- 1990年（平成2年）- 中埜酒造株式会社に商号を変更。
- 1998年（平成10年）- 中埜酒造グループを発足。

## 事業所
- 本社（愛知県半田市）
- 粉末事業部港工場（愛知県半田市）
- 東京支店（東京都江東区）
- 中部支店（愛知県半田市）
- 大阪営業所（大阪府大阪市中央区）

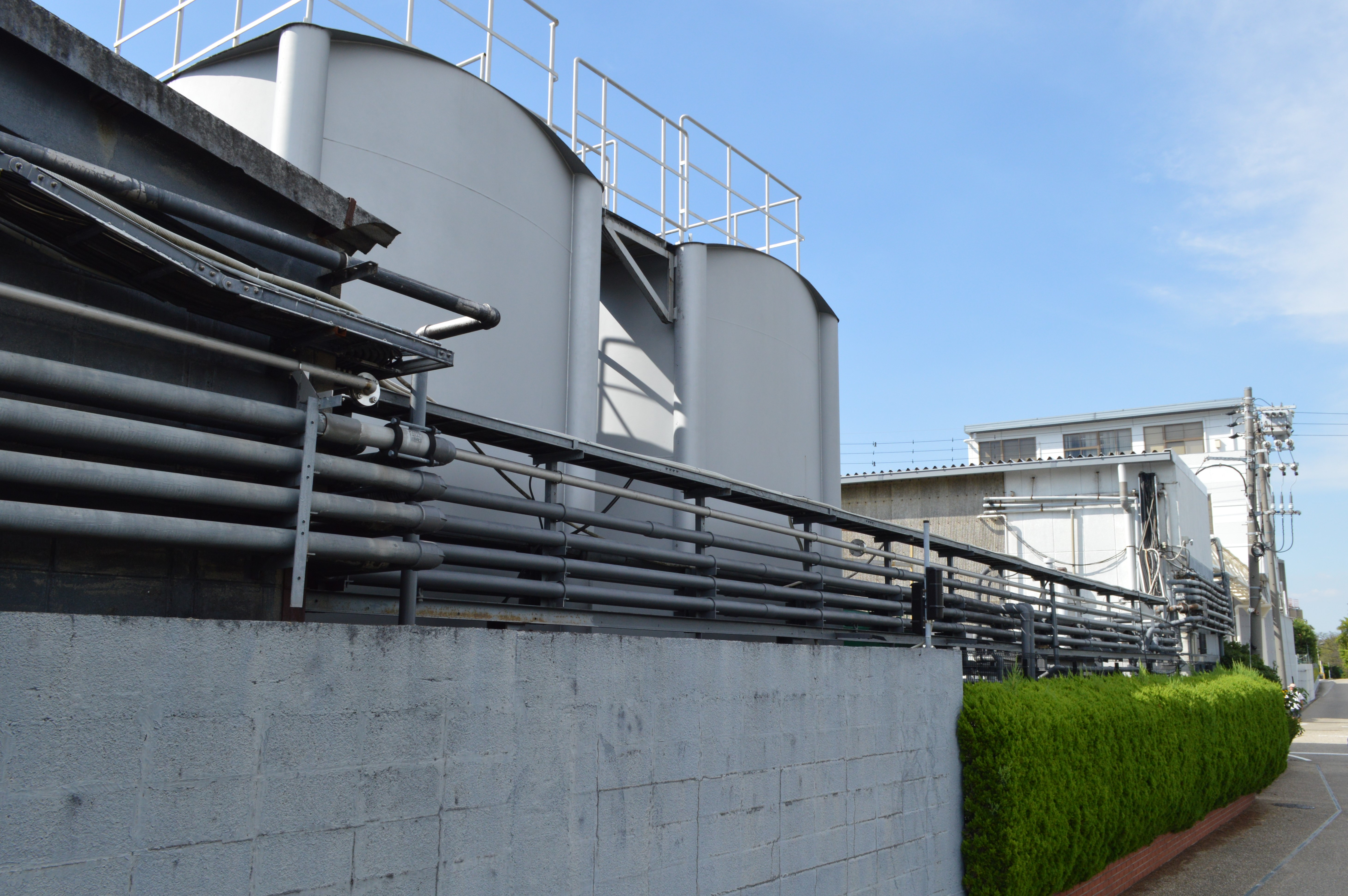
工場
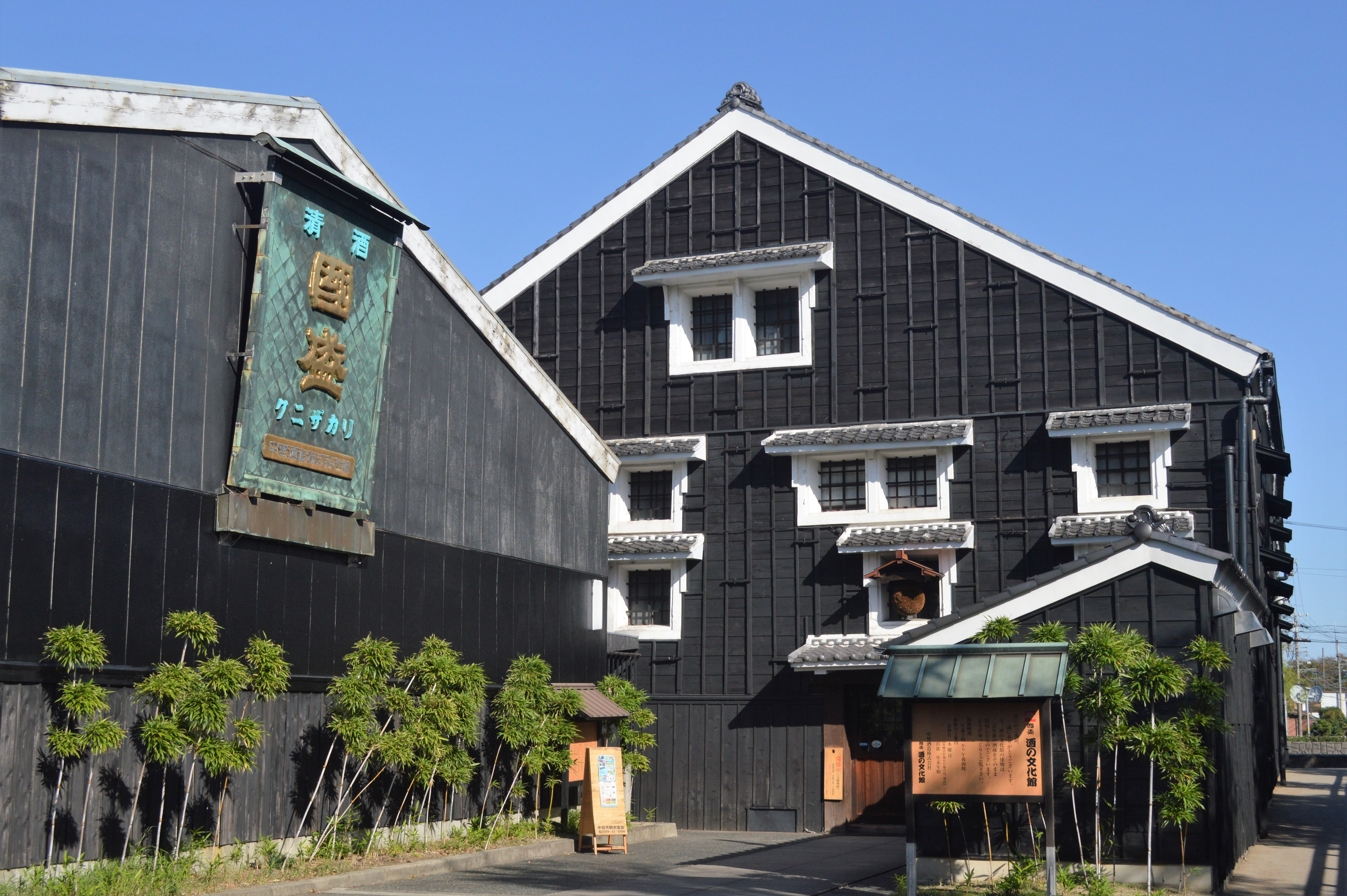
國盛酒の文化館

## グループ会社
- 株式会社港食品
- 株式会社国盛コーポレーション

## 受賞歴
全国新酒鑑評会
平成14酒造年 - 29酒造年
- 「國盛」金賞受賞 - 2017年（平成29年）受賞

ふるさと食品コンテスト
国の重要文化財に指定されている小栗家住宅の門庭にある半田市指定天然記念物「萬三の白モッコウバラ」の花酵母を使用した日本酒「愛してる」の2017セットが、2018年に「優良ふるさと食品中央コンクール」で最優秀賞である農林水産大臣賞を受賞した。